# Kalendarium historii Szydłowca

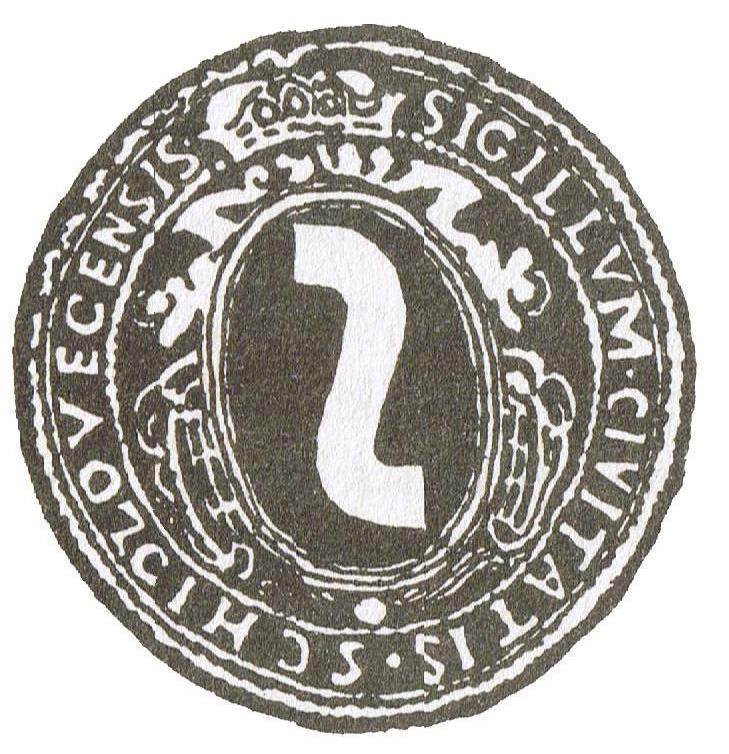
Pieczęć Szydłowca na rycinie ks. Jana Wiśniewskiego

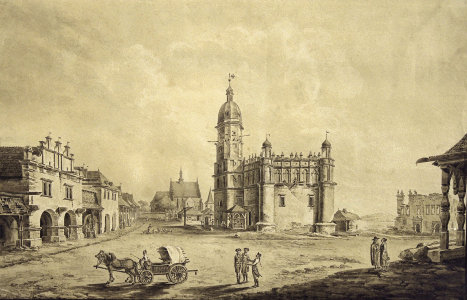
Rycina Zygmunta Vogla Rynek w Szydłowcu z 1727

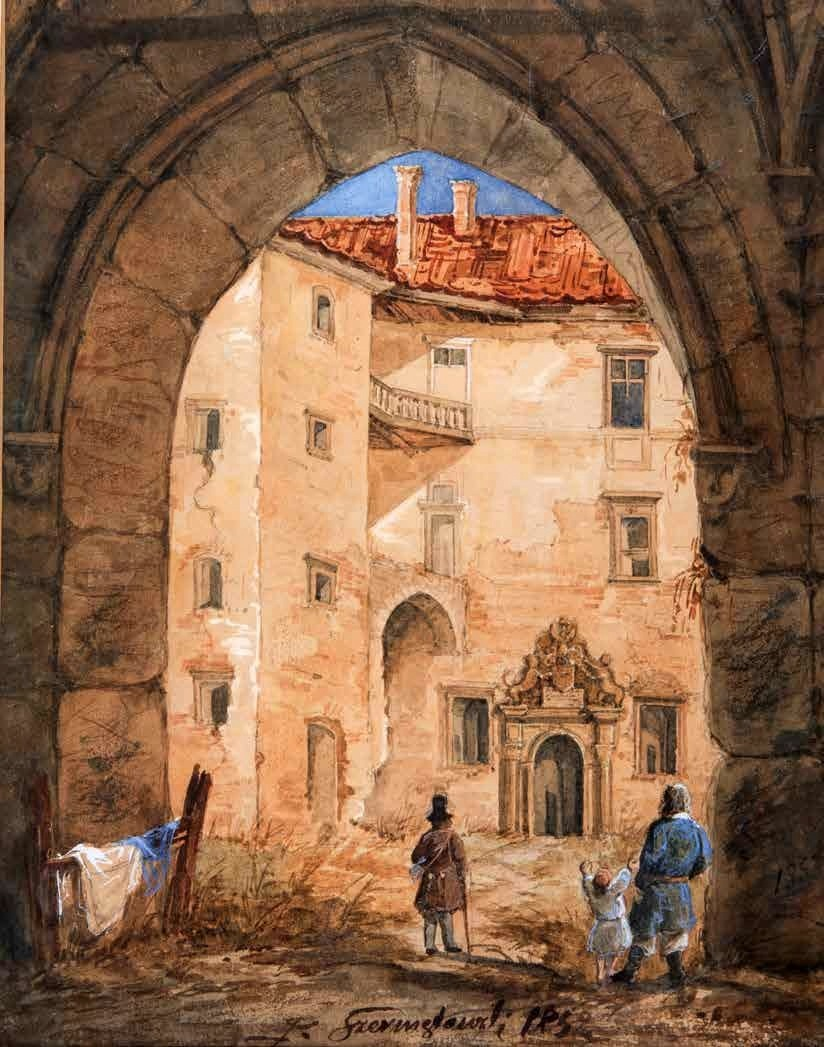
Obraz Józefa Szermentowskiego Dziedziniec zamku w Szydłowcu

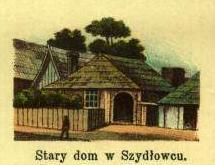
Rycina Józefa Michała Bazewicza Stary dom w Szydłowcu

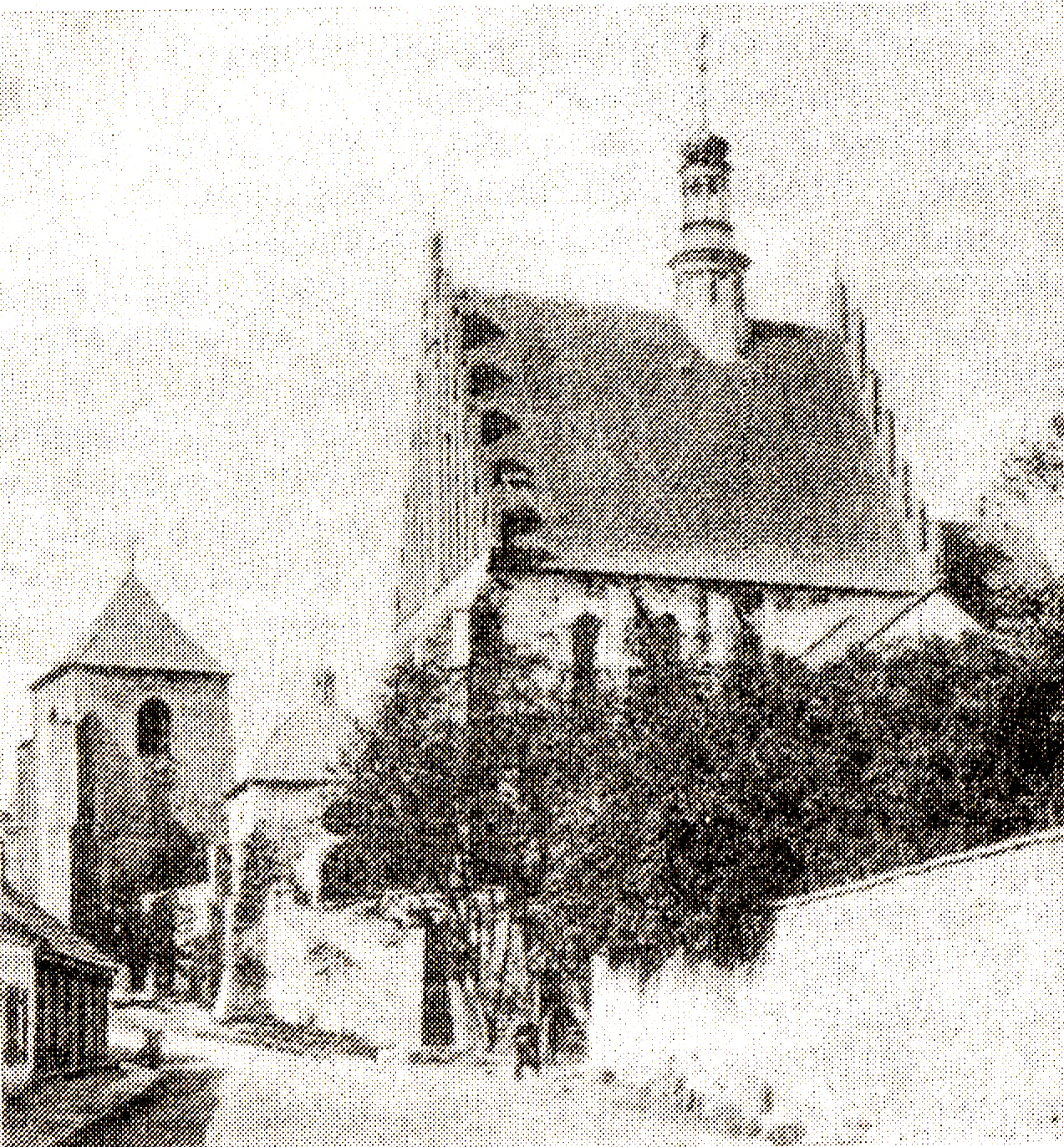
Fara św. Zygmunta w 1913

Kalendarium historii Szydłowca – zbiór dat dotyczących historii miasta Szydłowca.

## Średniowiecze
- pocz. XII w. - Nadanie północnych ziem Puszczy Świętokrzyskiej Odrowążom.
- XII w. - Pierwsze wzmianki o grodzisku Szydłowiec
- XIII w. - Założenie wsi służebnej Stara Wisła.
- I poł. XIV w. - Budowa murów zamku.
- II poł. XIV w. - Założenie wsi służebnej Szydłowiec.
- pocz. XV w. - Pojawienie się pierwszych kupców.
- I poł. XV w. - Wytyczenie placu targowego.
- 1 stycznia 1401 - Erygowanie parafii Świętego Zygmunta przez Jakuba i Sławka Szydłowieckich
- 1401–1436 - budowa (według Długosza drewnianego) kościoła farnego św. Zygmunta Króla
- 8 lutego 1427 - Przyznanie praw miejskich.
- 1436 - Nadanie dorocznego jarmarku przez Władysława III Warneńczyka.
- 1470 - Nadanie miastu praw magdeburskich,
- 1470–1480 - wybudowanie murowanego zamku przez Stanisława Szydłowieckiego.
- 1493–1509 - Budowa murowanej fary.

## Renesans
- 1505 - Nadanie dwóch kolejnych jarmarków.
- 1508 - Przyznanie miastu prawa do targu piątkowego
- 1512 - Uzyskanie praw do składu żelaza, poszerzenie granic miasta.
- 1515–1526 przebudowa i rozbudowa gotyckiego zamku na renesansową rezydencję dokonana przez Mikołaja Szydłowieckiego.
- 1525 - Wzniesienie ceglanych szczytów na kościele farnym oraz wybudowanie murowanej dzwonnicy.
- 1527 - Wybudowanie przykościelnej szkoły elementarnej.
- 1528 - Założenie na północ od miasta dzielnicy Skałki oraz Składów
- 1529 - wybudowanie kościoła św. Anny i św. Ducha ze szpitalem.
- 1548 - Przejście Szydłowca w ręce Radziwiłłów
- 1550 - Dwa nowe jarmarki w mieście, zezwolenie kupcom szydłowieckim na handel w całej Polsce.
- 1553 - Dobra Szydłowieckie zwane hrabstwem.
- 1563 - Stwierdzona obecność duchownych protestanckich.
- marzec 1564 - Zamknięcie (na kilka miesięcy) kościoła farnego.
- 1 lutego 1578 - Potwierdzenie wszystkich praw miejskich przez Stefana Batorego.
- 1585 - Częściowa przebudowa wnętrz zamku.
- 1589 - Potwierdzenie wszystkich przywilejów przez Zygmunta III Starego.
- 1 stycznia 1591 - Zatwierdzenie praw miejskich regulujących podatki, grunty miejskie i administrację.
- 1591 - Obowiązek wystawiania przez mieszkańców 12 pieszych dla obronności państwa.

## Barok
- 1602–1629 - budowa ratusza miejskiego.
- 1619–1629 - Częściowa przebudowa zamku.
- 1652–1653 - Epidemia dżumy.
- 1699 - Uniwersał Macieja Radziwiłła.
- 1709 - Zamknięcie szkoły elementarnej.
- 1711 - Wybudowanie synagogi.
- 1750 - Wydanie Ordynacji dla Miasta Szydłowca.
- 1781 - Przebudowa kościoła szpitalnego.

## okres zaborów
- 1789 - Wydanie zgody przez magistrat austriacki na budowę jedynie domów murowanych.
- 1799 - Założenie żydowskiej szkoły wyznaniowej.
- 1802 - Sprzedaż w licytacji dóbr Szydłowca ks. Annie Sapieżynie.
- 1809 - Ustanowienie w mieście siedziby powiatu.
- 1815 - Ustanowienie leśnictwa i dyrektoriatu Obwodu Górniczego.
- 1816 - Założenie sądu pokoju i poczty.
- 1820 - Wybudowanie Szkoły Elementarnej (Dom pod Dębem).
- 17 maja 1828 - Sprzedanie Szydłowca Skarbowi Królestwa Polskiego.
- 1848 - Założenie browaru produkcji masowej na Podzamczu.
- 1863
  - 22-23 I - Wybuch powstania styczniowego (przeprowadzony przez płk Marian Langiewicza i kpt. Jasińskiego).
  - 27 V - Potyczka w mieście.
  - 8 XI - Bitwa pod Szydłowcem.
- 1875 - Pożar Folwarku Podzamcze.
- 1885 - Przeprowadzenie linii kolejowej Dąbrowa Górnicza-Kielce-Radom-Dęblin.
- 1905 - Ekspansja urbanistyczna na wschód. Zmiany układu urbanistycznego na Skałce.
- 1914 - Walki sprzymierzonych wojsk austro-węgierskich i niemieckich przeciw stacjonującym w mieście Rosjanom.

## XX-lecie międzywojenne
- 1921 - Połączenie miasta kolejką wąskotorową ze stacją kolejową i Chlewiskami.
- 1925 - poszerzenie granic miasta o Starą Wieś, Podgórze, Podzamcze oraz Polanki Moskiewki
- 1930 - Odbudowa ratusza.
- 1930 - Założenie Biblioteki Powszechnej Miejskiej.

## II wojna światowa
- 1939
  - 8 IX - Bitwa pod Barakiem. Wojskao Polskie z 36 DP rez, złożonej z żołnierzy 163pp rez (z Brygady KOP Podole) i żołnierzy 165 pp rez, oraz z batalionu żołnierzy z rozbitej 7 DP i 7 PAL, zaatakowało oddziały 1 Dywizji Lekkiej Wehrmachtu na szosie krakowskiej (obecna E77)
  - 8 września - Zajęcie Szydłowca przez hitlerowców.
  - IX - Założenie otwartego getta.
- 13 I 1943 - Zamknięcie getta (wywiezienie Żydów do Treblinki)
- 16 I 1945 - Wkroczenie do miasta Armii Czerwonej.

## PRL
- 1946 - Założenie KS „Szydłowianki”
- 1951 - Utworzenie Szydłowiecko-Kunowskich Zakładów Wydobycia i Obróbki Piaskowca (siedzibą w Radomiu).
- 1954 - Przywrócenie siedziby powiatu.
- 1957 - Przeniesienie dyrekcji SKZWiOP do Szydłowca.
- 1967 - Miasto zdobywa tytuł Mistrza Gospodarności.
- 1975 Likwidacja powiatu szydłowieckiego, powołanie województwa radomskiego, dwustopniowy podział administracyjny kraju
- 1977 - Powstanie Zakładu Elektroniki Przemysłowej „Profel”.

## Dzieje najnowsze
- 14 września 1990 - Ostateczne uregulowanie prawne herbu miasta
- 1999 - Powstanie powiatu szydłowieckiego w województwie mazowieckim, wprowadzeniem trójstopniowego podziału administracyjnego kraju
- 2004

Przyznanie miastu Nagrody Gospodarczej „Skrzydła”.

6 listopada - I Zjazd Samorządów Miejskich.
- 2005 - Szydłowiec ustanowiony stolicą kulturalną Mazowsza.
- 2007 - Otrzymanie tytułu „Gmina Fair Play”